# Thuidium brasiliense
Thuidium brasiliense är en bladmossart som beskrevs av Mitten 1869. Thuidium brasiliense ingår i släktet tujamossor, och familjen Thuidiaceae. Inga underarter finns listade i Catalogue of Life.